# Paectes flabella
Paectes flabella är en fjärilsart som beskrevs av Augustus Radcliffe Grote 1879. Paectes flabella ingår i släktet Paectes och familjen nattflyn. Inga underarter finns listade i Catalogue of Life.